# Acronicta felina
Acronicta felina är en fjärilsart som beskrevs av Augustus Radcliffe Grote 1880. Acronicta felina ingår i släktet Acronicta och familjen nattflyn. Inga underarter finns listade i Catalogue of Life.